# Clytocerus pulvereus
Clytocerus pulvereus är en tvåvingeart som beskrevs av Vaillant 1983. Clytocerus pulvereus ingår i släktet Clytocerus och familjen fjärilsmyggor.
Artens utbredningsområde är Frankrike. Inga underarter finns listade i Catalogue of Life.